# Євграфов Олег Леонідович
Оле́г Леоні́дович Євгра́фов (нар. 5 вересня 1935, м. Бердянськ, Україна) — тренер з плавання. Заслужений тренер України.

## Життєпис
Олег Леонідович Євграфов народився 5 вересня 1935 року в місті Бердянську Запорізької області України
Закінчив Київський інститут фізичної культури (1959, нині Національний університет фізичного виховання і спорту України). Працював учителем фізичної культури у Тернопільській СШ № 1 (1959—1969).
Підготував 15 майстрів спорту, майстрів спорту міжнародного класу. Автор низки статей з теорії та методики спорту.